# Palais de Santa Cruz (Madrid)
Le palais de Santa Cruz, également connu sous le nom de Cárcel de Corte, est aujourd'hui l'un des sièges du ministère espagnol des affaires étrangères, de l'Union européenne et de la coopération. Il est situé dans la ville de Madrid, la capitale de l'Espagne. Il se trouve tout près de la Plaza Mayor, sur la Plaza de la Provincia, présidée avec le palais par la fontaine d'Orphée reconstruite.
Le bâtiment a servi de prison jusqu'au règne de Philippe V, qui l'a transformé en palais. Il était également le siège de la cour de la Salle des Maires de la Maison et de la Cour. Il s'agit de l'un des plus importants bâtiments palatiaux encore debout dans la capitale espagnole, et est considéré comme l'un des bâtiments les plus emblématiques du Madrid des Habsbourg.

## Histoire
Le bâtiment a été construit sur le site de la première prison de la ville de Madrid, construite en 1543 et démolie en 1621. Le roi Philippe IV a ordonné sa construction en 1629 pour abriter la Sala de Alcaldes de Casa y Corte et la Cárcel de Corte. Le bâtiment a été construit entre 1629 et le début des années 1640. La première pierre fut posée le 14 septembre 1629 lors d'une cérémonie à laquelle assistèrent, selon certaines sources, Philippe IV, ainsi que les cinq maires qui composaient la Salle et leurs collègues du Conseil de Castille, et d'autres invités. Selon d'autres sources, la cérémonie fut présidée par le cardinal-évêque de Malaga, Gabriel Trejo y Paniagua, président du Conseil de Castille,.
Le bâtiment aurait été conçu par Juan Gómez de Mora, et Alonso Carbonel en a été le métreur entre 1629 et 1636, avec d'autres architectes qui ont achevé les travaux, comme José de Villarreal, Bartolomé Hurtado García et José del Olmo.
En 1767, il changea de fonction pour n'abriter que la Sala de Alcaldes de Casa y Corte, et depuis lors, il est appelé Palais de Santa Cruz, en raison de sa proximité avec l'ancienne église paroissiale Santa Cruz (démolie en 1869). La prison a été transférée dans un bâtiment adjacent. Après l'incendie de 1791, qui a détruit l'étage supérieur et ses archives historiques et judiciaires, Juan de Villanueva, architecte en chef du Royaume, s'est chargé de la reconstruction du bâtiment, notamment de sa façade. Une fois reconstruit, en 1793, il a été transformé en Palais de justice, officiellement le "Palacio de la Audiencia", où se trouvent l'Audiencia et les tribunaux de Madrid. De 1885 à 1898, le bâtiment a été occupé par le ministère des territoires d'outre-mer et, entre autres modifications, les deux cours ont été rebaptisées "Colon" et "Elcano". En 1930, il a été rénové par l'architecte Pedro Muguruza qui, après les dommages causés par la guerre civile, l'a restauré à nouveau en 1941. Depuis 1939, il est connu sous le nom de Palais de Santa Cruz et est le siège du ministère espagnol des Affaires étrangères et de la Coopération,. Plus tard, en 1950, une extension du bâtiment réalisée par le même architecte a été inaugurée.
Il est déclaré Bien d'Intérêt Culturel depuis 1996.
Les habitants utilisaient l'expression, dormir sous l'ange, synonyme d'aller en prison ; cela est dû à l'ancienne utilisation de ce bâtiment, en allusion à la statue de l'archange Michel qui couronne sa façade,.
En l'absence de la documentation pertinente, des doutes ont été émis quant à son principal architecte, bien qu'il ait longtemps été attribué à Juan Bautista Crescenci. Cependant, les recherches menées par Virginia Tovar, professeur d'histoire de l'art, pointent vers Juan Gómez de Mora,,. D'autres architectes ayant pu participer aux travaux sont également mentionnés, tels que José de Villarreal, Bartolomé Hurtado García et José del Olmo. D'autres sources indiquent Cristóbal de Aguilera, Bartolomé Díaz Arias et Juan del Río,,,.

## Description
De plan rectangulaire, avec des tours angulaires aux angles, son intérieur s'articule autour de deux cours symétriques, inspirées de l'hôpital Tavera de Tolède, qui organisent l'espace en permettant l'aération et la lumière naturelle. Elles étaient connues sous les noms de "de la Audiencia" et "de los Calabozos", à partir desquelles on accédait à la salle la plus importante du bâtiment, l'Audiencia, où la Sala de Alcaldes se réunissait pour entendre les affaires présentées.
La combinaison de briques apparentes et de granit, réservée aux angles, aux embrasures de portes, aux linteaux et aux seuils, ainsi que les flèches couronnant les tours, est très caractéristique. Ce modèle connaîtrait un grand succès dans l'architecture de la cour et serait imité dans d'autres bâtiments. Sur le portail de la façade principale, un retable en pierre, très sévère et couronné par un fronton avec des volutes, constitue le point focal du bâtiment. Sous le fronton se trouve un grand blason impérial sculpté par Antonio Herrera Barnuevo. Le portail central est monumental et le mouvement et le rythme de ses colonnes annoncent une nouvelle vie dans l'utilisation des éléments classiques.
L'esthétique du palais rappelle fortement la formation herrerienne de Gómez de Mora et montre la survivance de la Renaissance tardive dans l'architecture de cour du XVIIe siècle. Une gravure de 1675 montre les sculptures originales de la façade, où l'archange Michel, l'œuvre d'Antonio Herrera Barnuevo, apparaît sur le fronton principal.

## Galerie

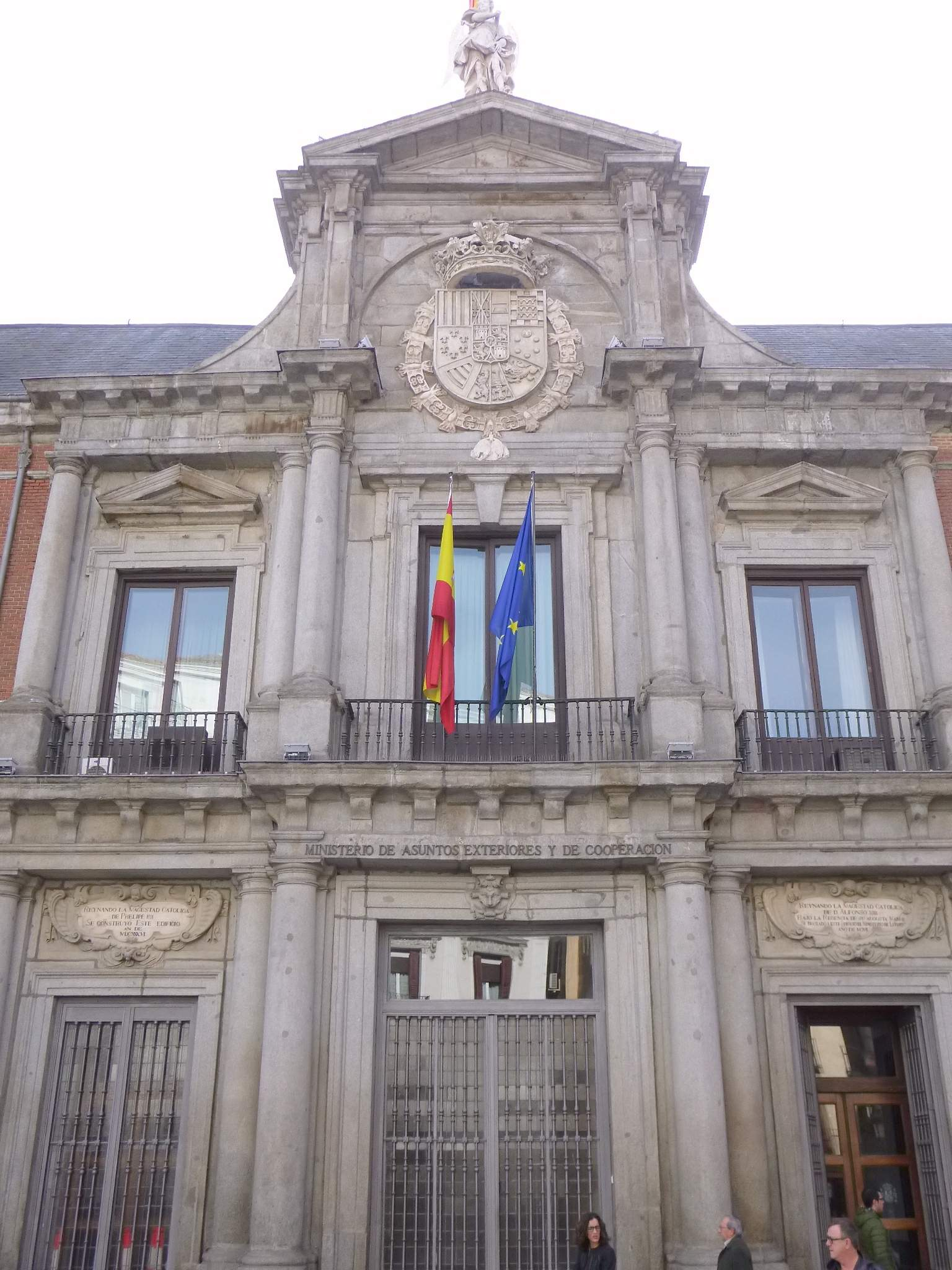
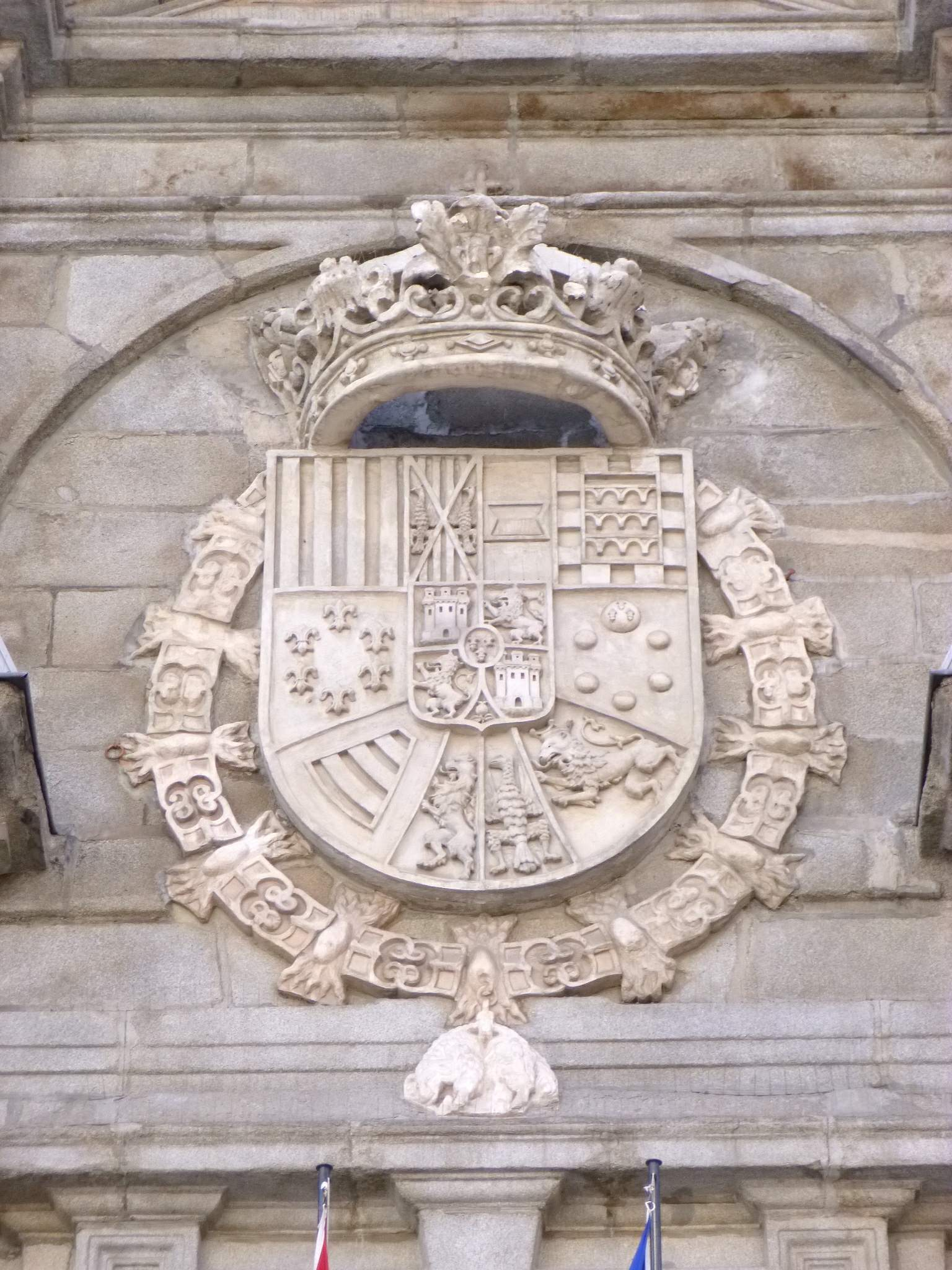
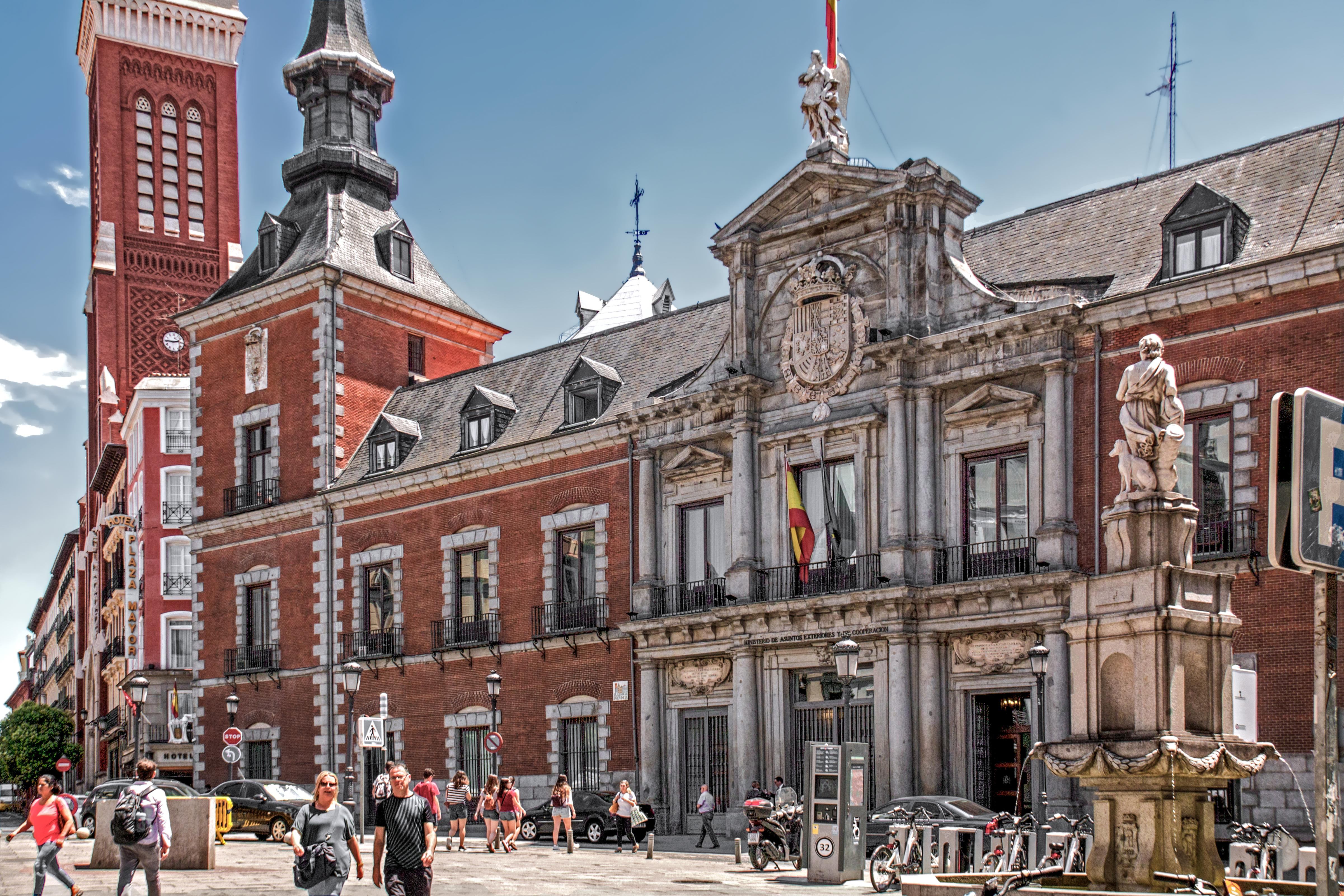
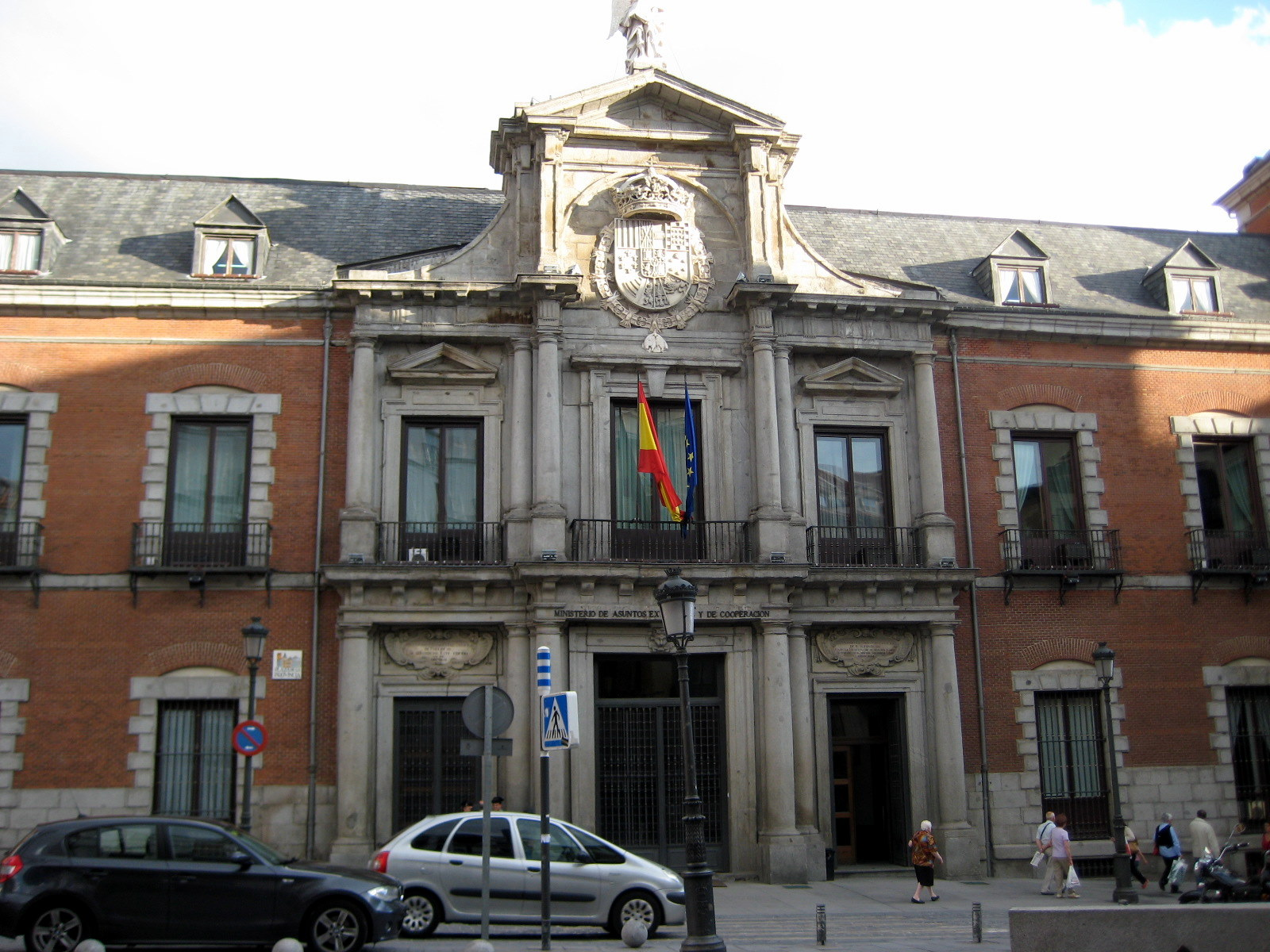
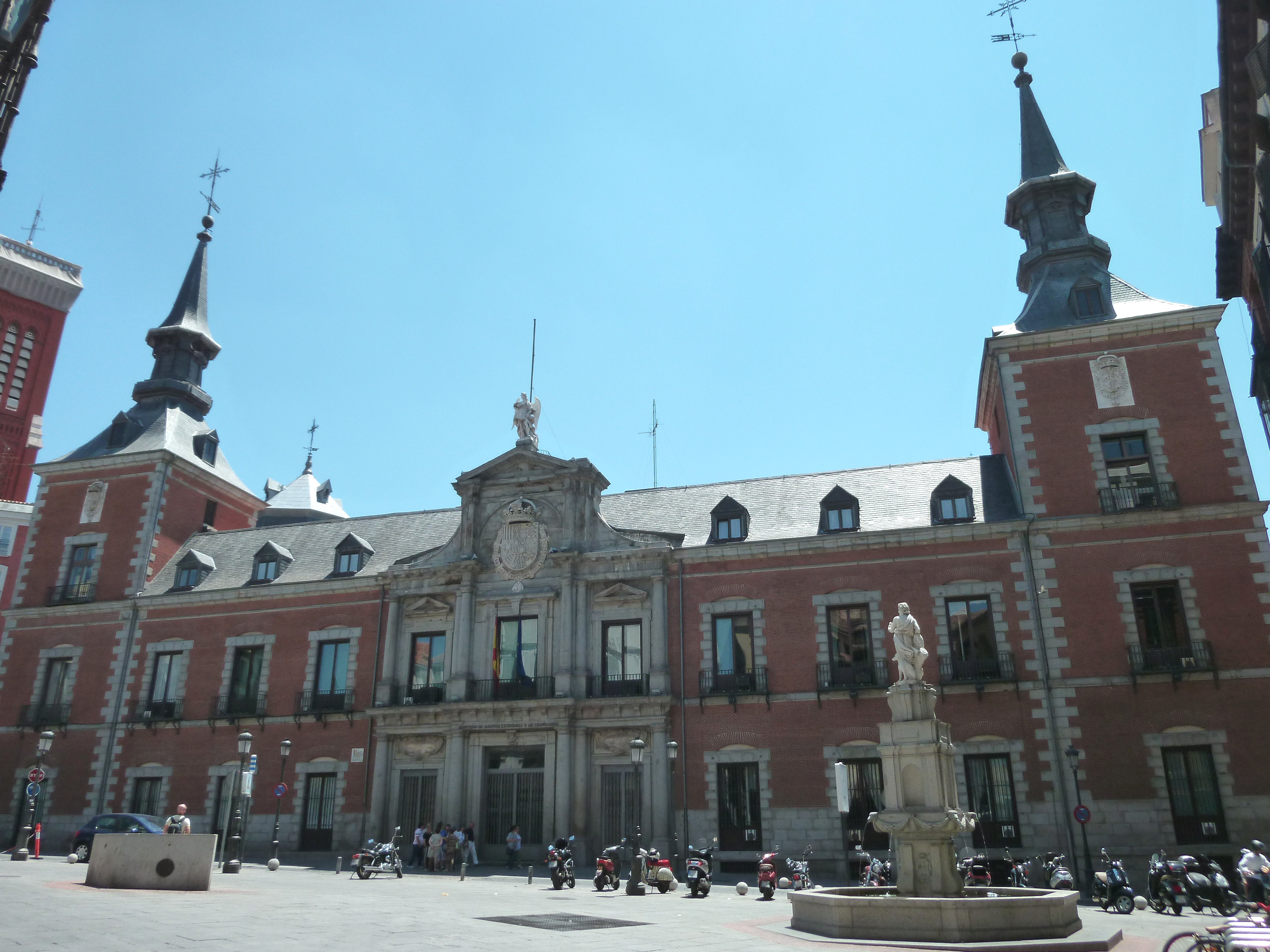
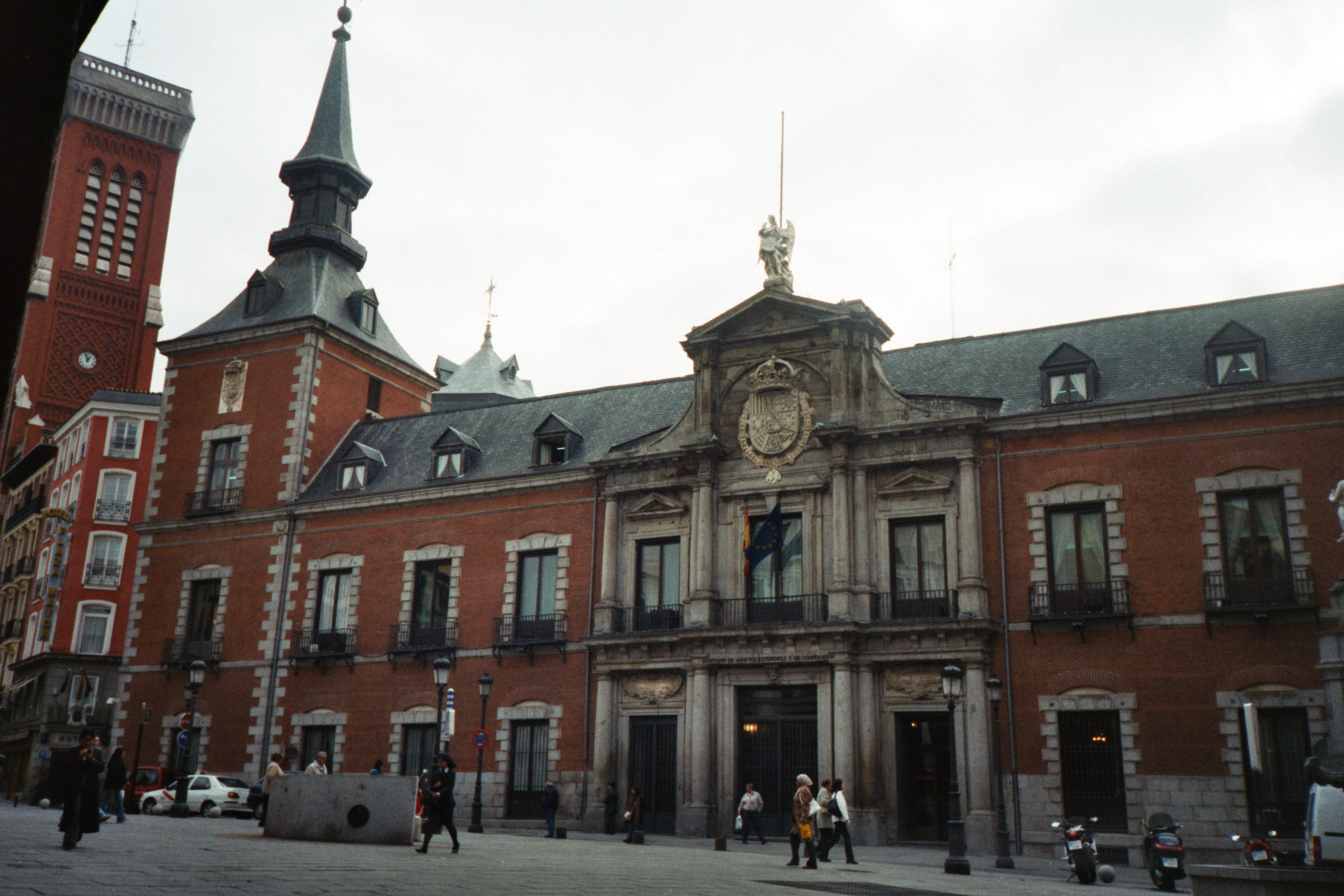
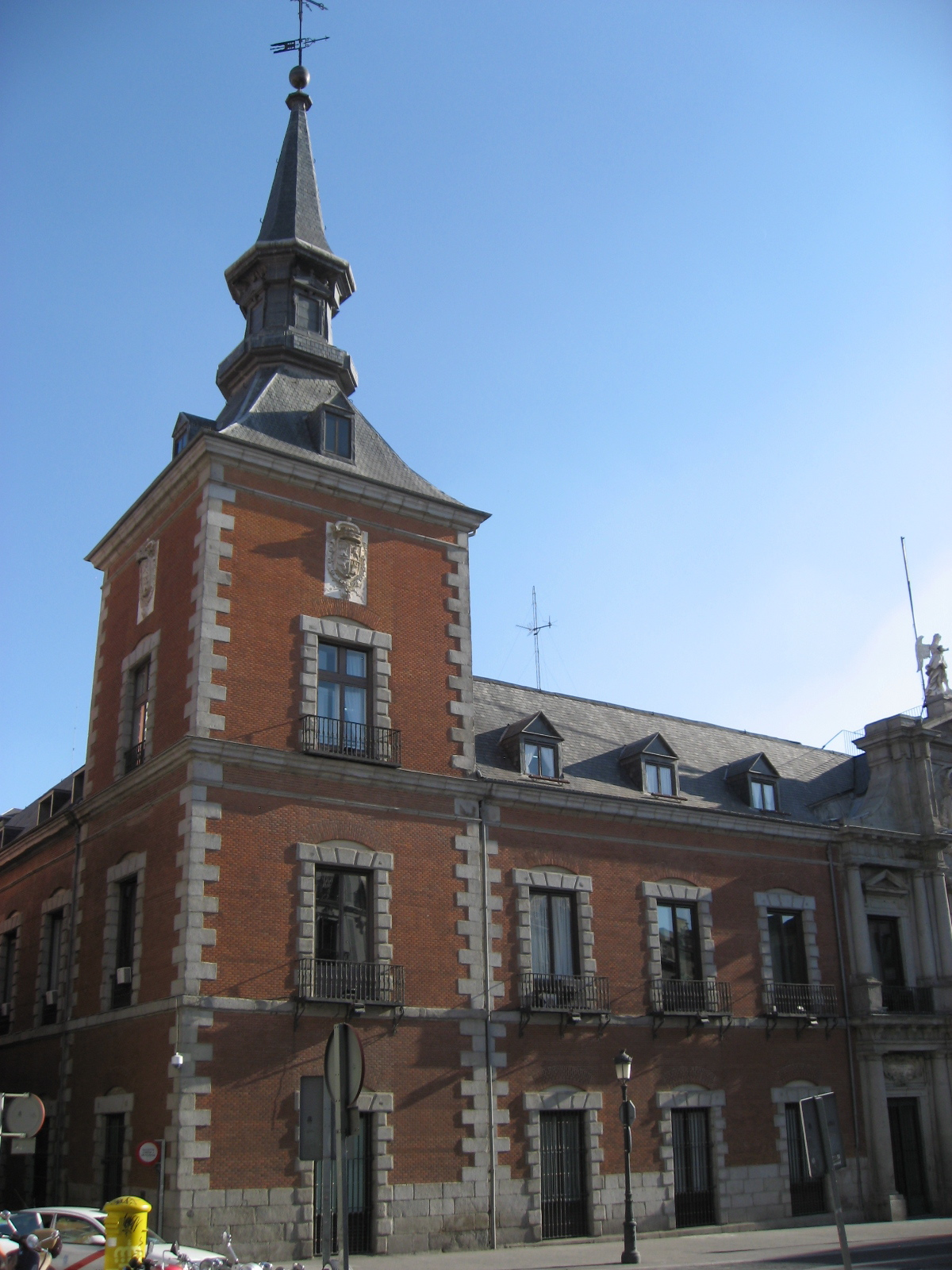
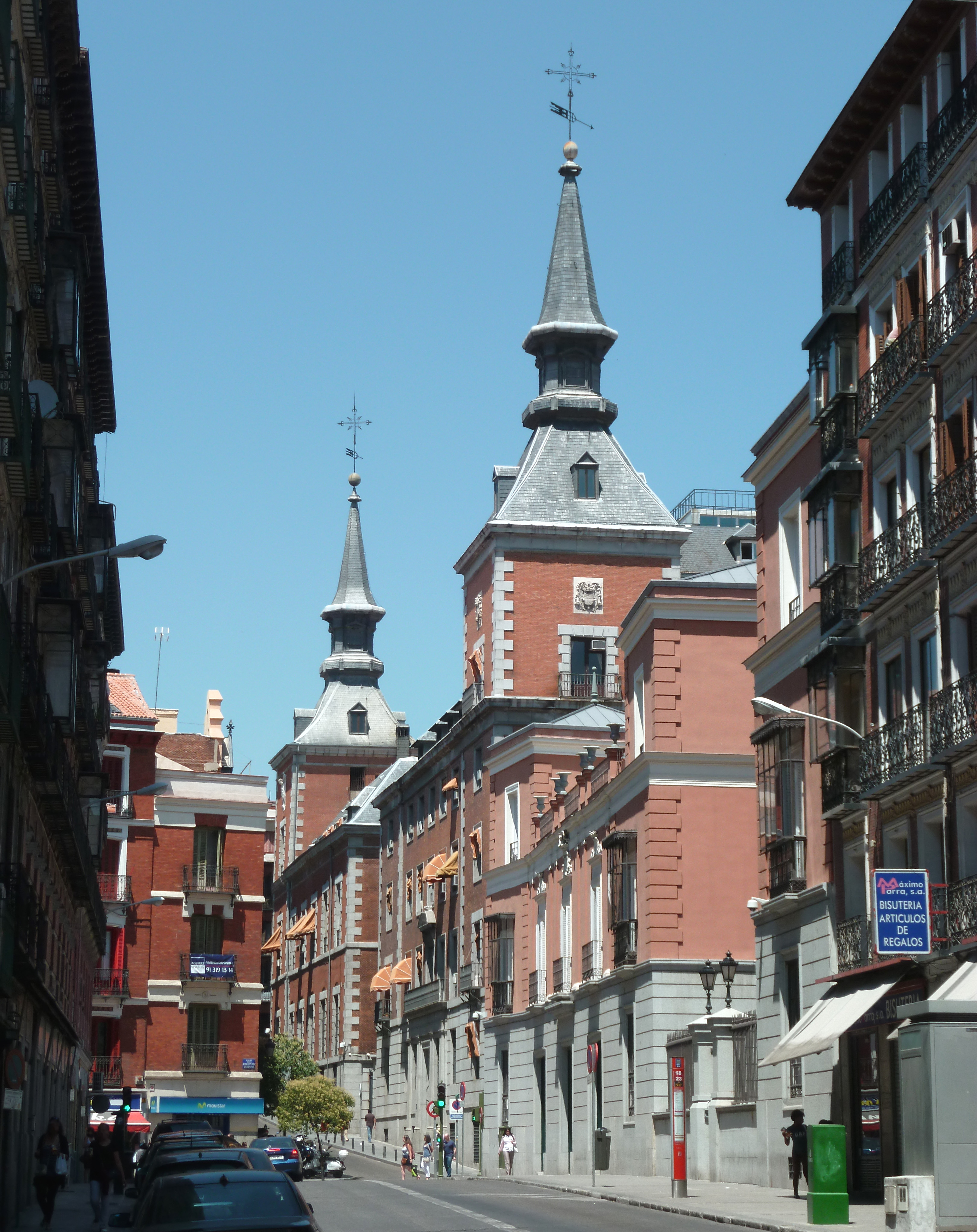
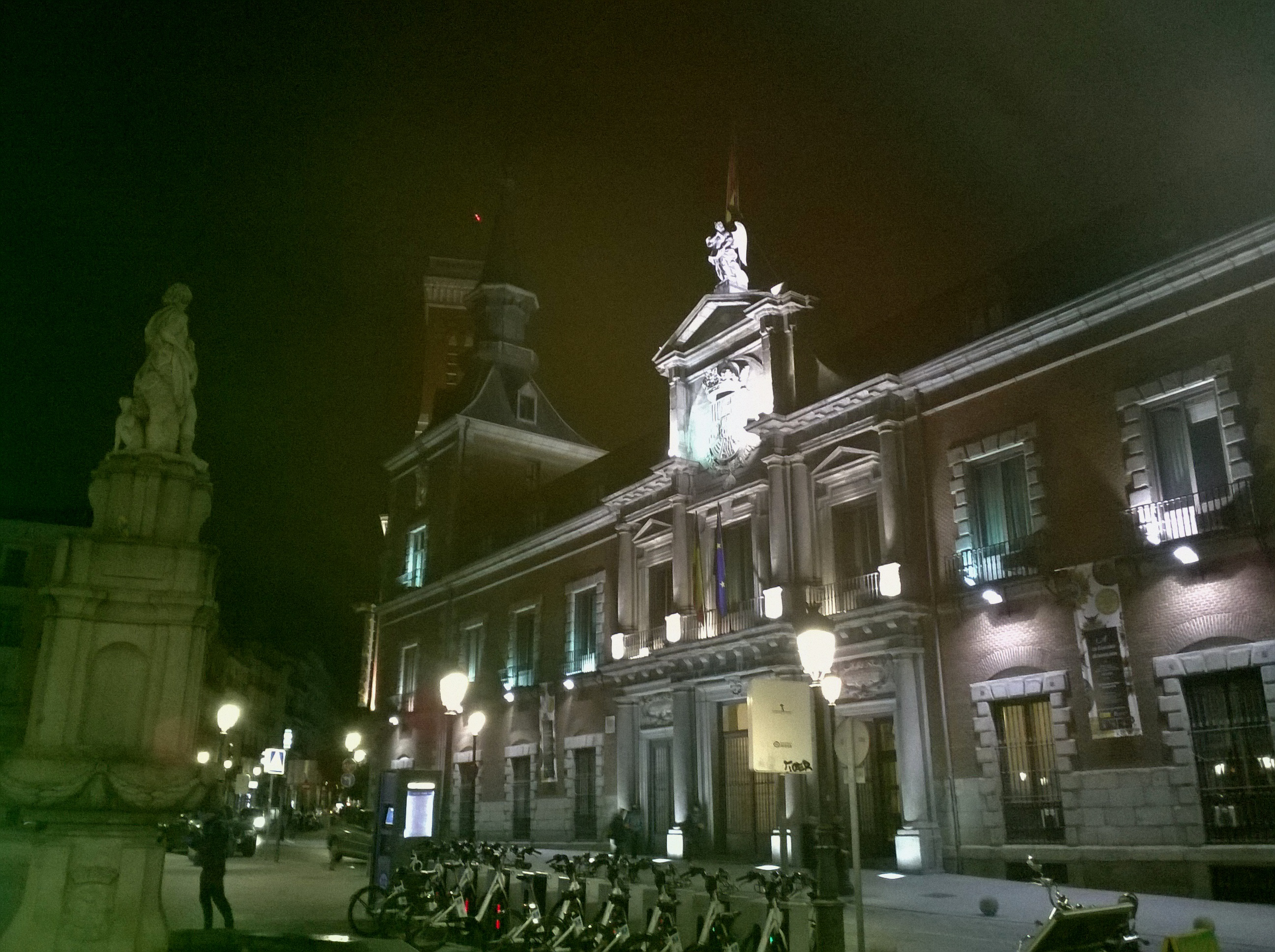